# Национальный орден Квебека
Национальный орден Квебека (фр. Ordre national du Québec, англ. National Order of Quebec) — орден за заслуги, учреждённый правительством Квебека (Канада).

## Общие сведения
Орден был создан 20 июня 1984 года губернатором Квебека Жан-Пьером Котом по представлению премьера правительства Рене Левека. Является наиболее престижной из наград Квебека.

## Степени ордена
Существуют 3 класса (степени) Национального Ордена Квебека:
- Великий офицер (grand officier; G.O.Q.)
- Офицер (officier; O.Q.)
- Рыцарь (chevalier; C.Q.).

## Критерии награждения
Орденом награждаются мужчины и женщины, родившиеся или жившие в Квебеке, в виде исключения — также не квебекцы, а если есть консенсус, то возможно и посмертное награждение. Награждение Орденом Квебека не квебекцев является исключительной привилегией премьер-министра Квебека. 
Выбор в кандидаты на получение Национального Ордена Квебека производится публично, с участием прессы. Номинанты на Национальный орден Квебека рассматриваются в публикациях основных средств массовой информации Квебека и направляются на рассмотрение в Совет Национального ордена Квебека. Этот орган уполномочен составлять окончательный список кандидатов и направляет свои предложения генерал-губернатору в совете. Лица, являющиеся членами Национального собрания Квебека, не могут в течение срока своих полномочий получить Национальный орден Квебека.  
Повышение по степеням ордена возможно как для его действительных, так и для почетных членов.
Иностранцы обычно награждаются за укрепление дружественных отношений своей страны с Квебеком, помощь при разрешении каких-либо международных вопросов или защиту и пропаганду французского языка.
Награждение происходит в Красном зале (фр. Salon Rouge) квебекского парламента.

## Краткий список награждённых

### Квебекцы

#### Великие офицеры
Луиза Арбур, Жан Ванье, Ромео Даллер, Герберт Джаспер, Леонард Коэн, Брайан Малруни, Жан-Поль Риопель, Жиль Виньо.

#### Офицеры
Луи-Альбер Вашон, Жан Беливо, Селин Дион, Анна Эбер, Робер Лепаж, Генри Минцберг, Гастон Мирон, Жан-Пьер Перро, Губерт Ривс, Морис Ришар, Жак Вильнёв, Жиль Трамбле.

#### Рыцари
Дени Аркан, Фредерик Бак, Жорж Броссар, Гаэтан Буше, Марк-Андре Амлен, Ги Лафлёр, Ги Лалиберте, Эдуар Лок, Луи Лорти, Норман Макларен, Жюли Пайетт, Оскар Питерсон, Люк Пламондон, Жан-Луи Ру, Мишель Трамбле, Марио Лемьё, Гратье Желина, Изабель Буле.

### Иностранцы

#### Великие офицеры
Шарль Дютуа, аббат Пьер, Франсуа Олланд.

#### Офицеры
Раймон Барр, Жак Ширак, Лоран Фабиус, Ален Жюппе, Жорди Пужоль, Лионель Жоспен, Жан-Пьер Раффарен, Мишель Рокар, Федерико Майор Сарагоса, Эдмунд Штойбер, Вайра Вике-Фрейберга, Шарль Азнавур.

#### Рыцари
Жерар Депардье, Бернар Клавель.